# Jane Ansah
Pour les articles homonymes, voir Ansah.
Jane Mayemu Ansah, née le 11 octobre 1955, est une pionnière pour les femmes au Malawi dans le domaine juridique. C’est une ancienne juge de la Cour suprême du Malawi, qui a été la première femme procureur général du Malawi. Elle est connue également pour son rôle plus controversé à la tête de la Commission électorale du Malawi lors des élections générales malawites de 2019, à l’origine d’une décision juridique historique, se traduisant par une alternance à la tête du pays. Jane Ansah démissionne en raison des constats d’irrégularités électorales confirmées par le pouvoir judiciaire. En juillet 2020, elle quitte le Malawi pour le Royaume-Uni.

## Biographie
Née en octobre 1955, elle est juge à la Haute Cour à partir de décembre 1998. Elle est ensuite procureur général du Malawi de 2006 à 2011. Elle est nommée juge à la Cour suprême d'appel en 2011. Pour ces différentes fonctions, elle ouvre la voie aux femmes.
Jane Ansah est ensuite nommée présidente de la Commission électorale du Malawi en octobre 2016, succédant au juge Maxon Mbendera pour organiser et contrôler les élections,.
Mais des fraudes sont constatées durant les dépouillements lors des élections générales de 2019 au Malawi, des élections générales qui incluent une élection présidentielle, dont l’existence d’un nombre anormalement élevé de bulletins de vote recouverts de correcteur blanc. Ceci donne lieu à des manifestations de protestation, en juin et juillet 2019, appelant à la démission de Jane Ansah,. Les protestataires contestent aussi les résultats devant la justice. Un groupe de femmes, dont la ministre du Genre Mary Navicha, soutient que Jane Ansah est victime de sexisme et de discrimination fondée sur le genre. La Haute Cour du Malawi (siégeant en tant que Cour constitutionnelle) et la Cour suprême du Malawi, dans leurs décisionsrespectives, confirment cependant des irrégularités et annulent les élections.
Des appels à la démission de Jane Ansah s’intensifient,.
Les tribunaux ordonnent la tenue de nouvelles élections présidentielles en 2020. Cette décision judiciaire est historique. Le 21 mai 2020, Mme Ansah annonce sa démission en tant que présidente de la Commission électorale du Malawi. Le 22 mai 2020, le président Mutharika accepte sa démission. Le 7 juin 2020, le président Mutharika nomme un nouveau président de la MEC, Chifundo Kachale. En juillet 2020, Jane Ansah quitte le Malawi pour le Royaume-Uni.
Entre-temps, la donne a changé.
Avec leur décision historique, les juges annulent  non seulement les précédents résultats favorables au président sortant (38,6% des voix pour le Président sortant, Peter Mutharika, frère du précédent président, 35,4% pour Lazarus Chakwera, 20,2% pour Saulos Chilima), mais ils modifient aussi les règles électorales : le gagnant du scrutin devra désormais obtenir la majorité absolue (soit plus de 50% des suffrages exprimés) et non plus une majorité relative. Ces modifications ouvrent par conséquent la possibilité d'un second tour de scrutin pour la présidentielle si aucun des candidats ne franchit la barre de la majorité absolue au premier tour. Durant la période entre l’élection présidentielle annulée et la nouvelle élection, Lazarus Chakwera se rapproche de Saulos Chilima, arrivé en troisième position. Les deux candidats, malheureux en 2019, argumentent ensemble devant les tribunaux, tout en construisant une alliance électorale qui permet à Lazarus Chakwera d’accéder à la présidence en 2020,.